# Меркюрі (Невада)
Меркюрі (англ. Mercury) — місто в окрузі Най на півдні штату Невада, США.
Розташоване в пустельній місцевості в п'яти милях на північ від федеральної автодороги , на відстані 65 миль (105 км) на північний захід від Лас-Вегаса, на території Невадського випробувального ядерного полігону, неподалік від так званої «зони 51».

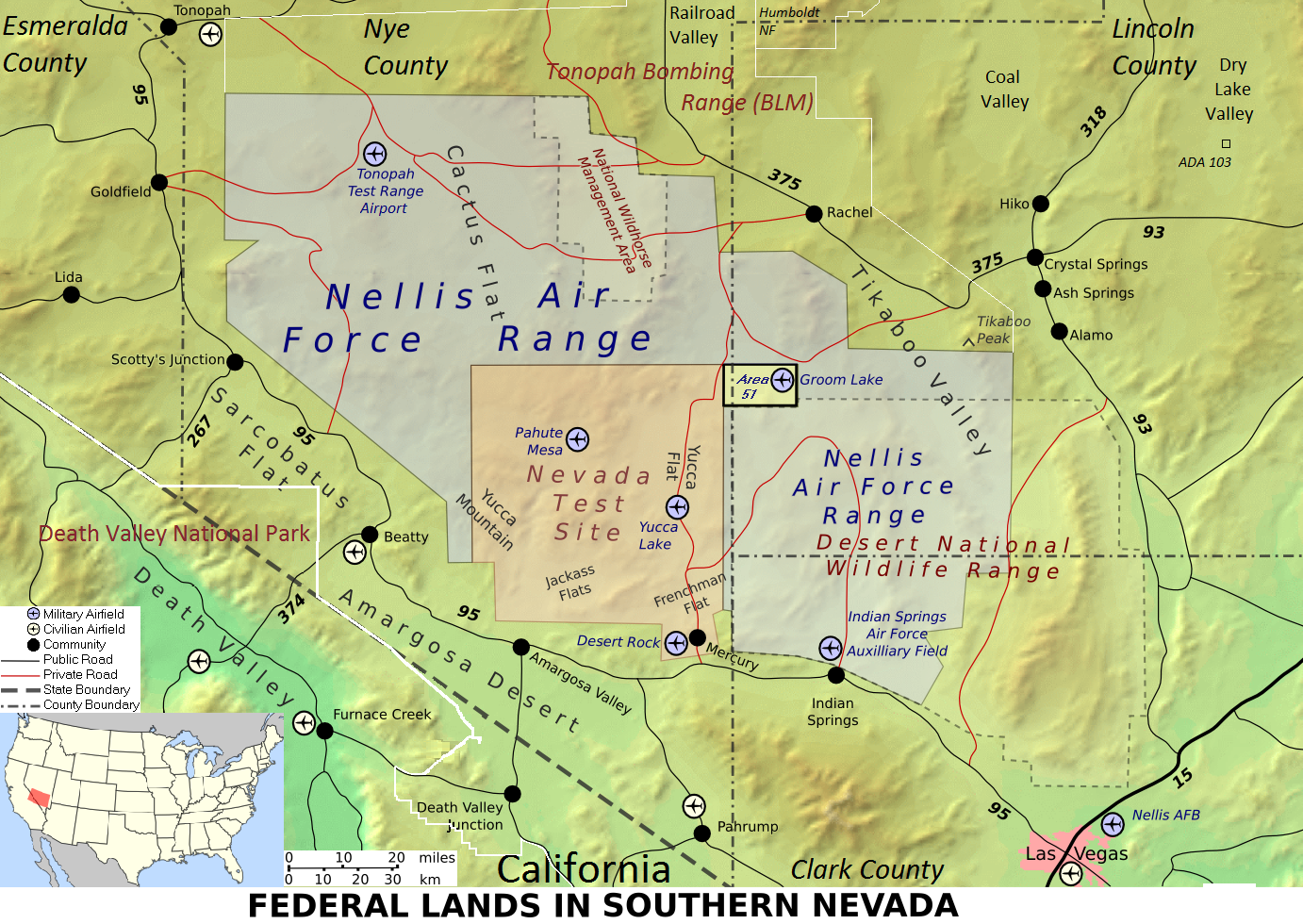
Карта на якій показано місто Меркюрі та аеропорт Дезерт-Рок